# 桜の木になろう
「桜の木になろう」（さくらのきになろう）は、日本の女性アイドルグループ・AKB48の楽曲。楽曲は秋元康により作詞、横健介により作曲されている。2011年2月16日にAKB48のメジャー20作目のシングルとしてキングレコードから発売された。楽曲のセンターポジションは前田敦子が務めた。

## 背景とリリース
前作『チャンスの順番』から約2ヶ月ぶりのシングルで、2011年のシングル第1弾。
楽曲のシングル盤は「Type-A」の「初回限定盤」と「通常盤」、「Type-B」の「初回限定盤」と「通常盤」、サイト「キャラアニ」を通して発売された「劇場盤」の5種類がリリースされている。「劇場盤」はCDのみの形態であり、それ以外の4種類はDVDが付属している。「Type-A」および「Type-B」それぞれにおける「初回限定盤」と「通常盤」は収録トラックが同一であり、「初回限定盤」のみ「全国握手会イベント powered by ネ申テレビ」の参加券が封入されている。「劇場盤」には「劇場盤発売記念大握手会」参加券およびメンバー個別生写真1枚が封入されている。「Type-A」および「Type-B」のDVDの特典映像には、「桜の木になろう」の選抜メンバーによる「ガチ私服ファッションショー」映像が、それぞれ別タイプで収録されている。シングルのカップリング曲では「アンダーガールズ」が結成され、全形態共通のカップリング曲「偶然の十字路」を歌唱している。また、前々作『Beginner』リリース時に行われた、アメーバピグのチームピグ指名戦にて1位になった「MINT」による「キスまで100マイル」がType Aに、ボーカルチームとダンスユニットを組み合わせたユニット「DIVA」による「エリアK」がType Bに、さらに前作『チャンスの順番』に続き「チーム研究生」による「黄金センター」が劇場盤に、それぞれ収録されている。当初、MINT、DIVA共に18thシングル時のみの単発ユニットとみられていたが、カップリング・ユニットとして継続されることとなった。DIVAは、メンバーの希望によって復活した。
初選抜はゼロで、前々作『Beginner』と同一の選抜メンバーとなった。
キャッチコピーは「僕はいつまでも ここにいる」。楽曲のセンターポジションは前田がつとめた。
ジャケットはMr.ChildrenのCDジャケットを手がけたこともある森本千絵が担当。
楽曲は2011年2月18日に放送された『ミュージックステーション』で披露されている。
2013年2月6日に発売された柏木由紀のソロデビューシングル『ショートケーキ』（Type-A）には、柏木歌唱によるアコースティック・バージョンが収録されており、同アレンジには押尾コータローがギターで参加している。

## アートワーク
| Type-A（初回限定盤） | 柏木由紀、小嶋陽菜、指原莉乃、篠田麻里子、前田敦子、峯岸みなみ、宮澤佐江、渡辺麻友 |
| Type-B（初回限定盤） | 板野友美、大島優子、河西智美、北原里英、高城亜樹、高橋みなみ、松井珠理奈、松井玲奈 |
| Type-A（通常盤）     | 柏木由紀、小嶋陽菜、指原莉乃、篠田麻里子、前田敦子、峯岸みなみ、宮澤佐江、渡辺麻友 |
| Type-B（通常盤）     | 板野友美、大島優子、河西智美、北原里英、高城亜樹、高橋みなみ、松井珠理奈、松井玲奈 |

## チャート成績
『桜の木になろう』のシングルCDは、発売前日の2011年2月15日付オリコンデイリーシングルチャートで推定売上枚数約65万5000枚を記録。自身の前々作『Beginner』が記録していた枚数（2010年10月26日付、約56万8000枚）を抜き、デイリーシングルチャートでの推定売上枚数公開以降の最高枚数を更新した。また、同じく推定売上枚数公開以降において、1日で60万枚以上を売り上げたのも本作が初となった。また、集計初日のみで『Beginner』を除く自身の過去の全シングルの初動売上を上回った。同チャートでは集計2日目の2011年2月16日付で約10万1000枚を記録し、推定売上枚数の合計は75万枚を突破した。集計3日目の2011年2月17日付では約5万1000枚を記録し、3日で合計80万枚を突破した。集計4日目の2011年2月18日付で5万3000枚を記録したことにより、推定売上枚数の合計で『Beginner』の初動売上約82万7000枚を上回った。
2011年2月28日付オリコン週間シングルチャートで初登場1位を獲得。1位獲得は『RIVER』から7作連続となり、これは女性グループではピンク・レディー以来約32年8か月ぶり、史上2組目の記録。最終的な初動売上は約94万2000枚に達した。これは歴代初動記録6位で、女性アーティストとしては宇多田ヒカルの『Addicted To You』に続いて2位（いずれも発売当時）。初動売上90万枚以上では同じく『Addicted To You』以来約11年3か月ぶり。2000年以降の作品としては最高記録。また、『ポニーテールとシュシュ』から5作連続で初動売上が50万枚を突破している。これも2000年以降の作品としては最高記録。
2011年3月14日付オリコン週間シングルチャートにて、自身の『Beginner』に続く史上244作目、AKB48としては2作目のミリオンセラーを達成した。発売3週目での達成であり、3週以内のミリオン達成は女性グループとしては史上初、男性グループを含めるとSMAP『世界に一つだけの花』（発売2週目での達成）以来約8年ぶりの記録。また、『Beginner』のミリオンセラー達成も本作と同じ2011年内であり、同一年に2作品のミリオンセラーを達成したのは桑田佳祐（2001年に『波乗りジョニー』『白い恋人達』で達成）以来約10年ぶり。なお、累計出荷枚数は2011年3月4日時点で115万枚となっている。

## ミュージック・ビデオ

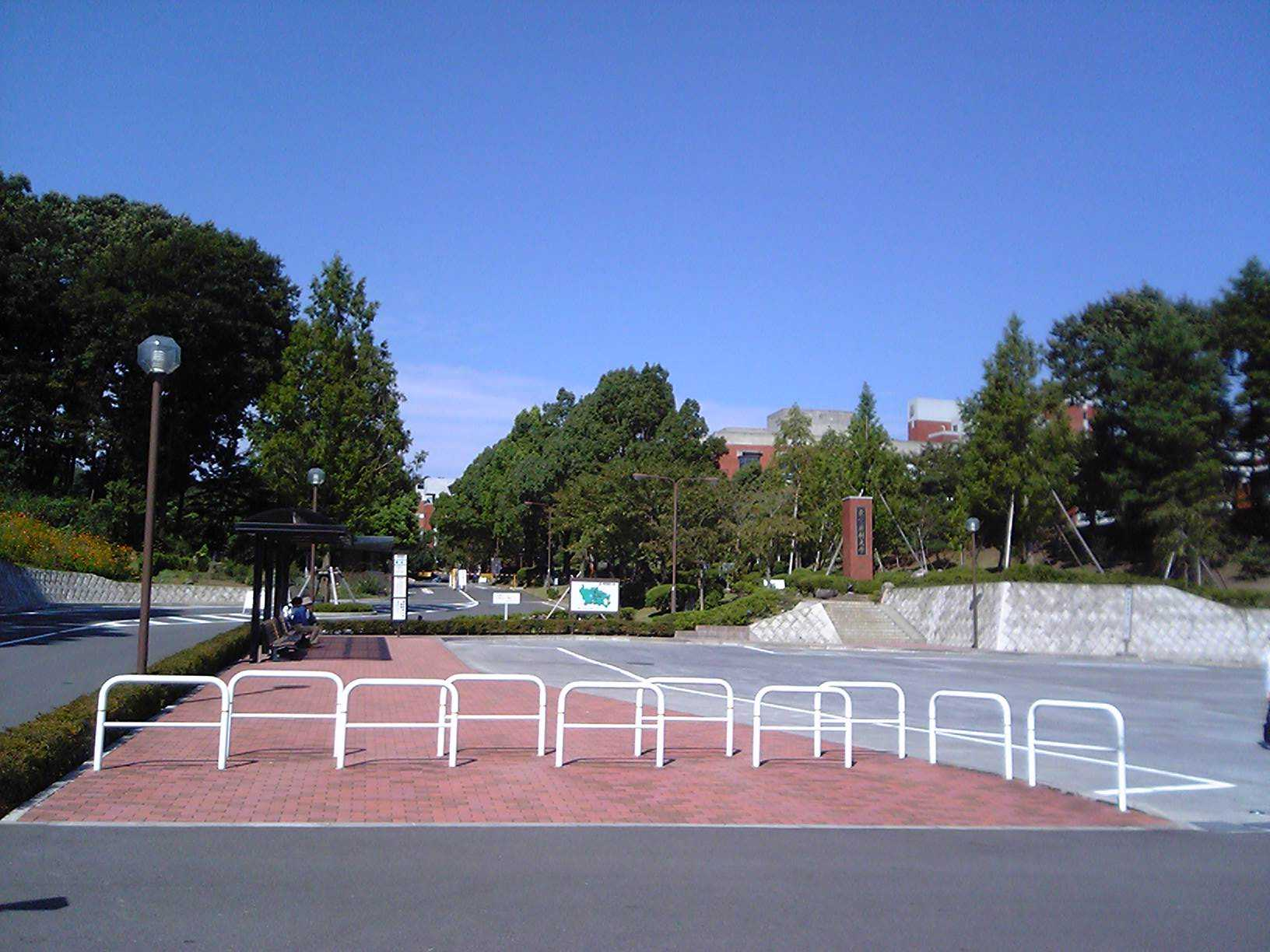
「桜の木になろう」のビデオ撮影が行われた東京薬科大学

楽曲のミュージック・ビデオは、是枝裕和が監督を務めている。シングル曲のビデオとしては、「ポニーテールとシュシュ」のグアムロケ撮影以来となる屋外ロケが行われた。
ドラマ部分に出演している5名（小嶋陽菜・高橋みなみ・板野友美・前田敦子・大島優子）は現在20歳で、早世した友達（松井珠理奈、回想の形で登場）の元同級生である。小嶋は2浪中の受験生、高橋は大学生、板野と前田は社会人、大島は2歳半の娘を持つヤンママという設定となっている。松井の父親役に矢島健一が、母親役に中村久美が出演している。なおMVは、付属DVDに収録されたものとは別に複数のバージョンが存在する。
CD付属のDVDに収録されている完全バージョンは全編ドラマで構成され、歌はBGMとなっているため歌唱シーンが一切ない。その他のバージョンでは、歌唱シーンがあっても全員着座しており、表題曲のMVにおいては、「桜の花びらたち2008」のMV以来3年ぶりに全く歌唱シーンの振付がない。ドラマのうち、大学のシーンは東京薬科大学で撮影され、同校の学生もエキストラ出演した。
巨大な桜の木のシーンは茨城県常陸太田市内にある瑞竜小学校の瑞桜（ずいおう）の前で撮影された。小学校は2012年3月に廃校となり、その後、瑞桜の至近距離に特別支援学校の新校舎が建設された。瑞桜の伐採は免れたものの景観が大幅に変わってしまい、MVの様な美しい景色を目にすることはできない。
5人が参る松井の眠る寺院や、大島が娘を遊ばせる公園などは神奈川県藤沢市内、5人が乗車するバスは、鎌倉市の国道134号七里ヶ浜海岸付近を走行する江ノ電バス、板野の勤務先のレストランは、東京都港区のバーク芝浦内のレストラン「Ocean dish Q'on」でそれぞれ撮影された。なお、松井が母親とこの曲のMVを見た際、母親は「じゅりなが死んじゃったって思うとさ…」と言って号泣したという。

## メディアでの使用
- AKB48×日本テレビドラマ『桜からの手紙 〜AKB48 それぞれの卒業物語〜』主題歌
- セレンド『AKB48×同級生SNSのセレンド』「つながれ母校選手権」CMソング
- UHA味覚糖『ぷっちょ×AKB48』「卒業式篇A」・「卒業式篇B」・「卒業式篇C」CMソング
- CSファミリー劇場『AKB48 ネ申テレビスペシャル〜もぎたて研究生 in グアム〜』オープニングテーマ
- 新潟市×NGT48太野彩香 アヤカニたーん 新潟暮らしプロモーションムービー[10]

## シングル収録トラック

### Type-A
「初回限定盤」と「通常盤」の2種類が存在するが、収録トラックは同一。
| #         | タイトル                                | 作詞      | 作曲      | 編曲           | 時間  |
| --------- | --------------------------------------- | --------- | --------- | -------------- | ----- |
| 1.        | 「桜の木になろう」                      | 秋元康    | 横健介    | 野中“まさ”雄一 | 5:31  |
| 2.        | 「偶然の十字路」(アンダーガールズ)      | 秋元康    | 緒形真平  | 野中“まさ”雄一 | 3:45  |
| 3.        | 「キスまで100マイル」(MINT)             | 秋元康    | 早川暁雄  | 原田ナオ       | 4:14  |
| 4.        | 「桜の木になろう（off vocal ver.）」    |           |           |                | 5:30  |
| 5.        | 「偶然の十字路（off vocal ver.）」      |           |           |                | 3:45  |
| 6.        | 「キスまで100マイル（off vocal ver.）」 |           |           |                | 4:12  |
| 合計時間: | 合計時間:                               | 合計時間: | 合計時間: | 合計時間:      | 26:57 |

| #  | タイトル                                             | 作詞 | 作曲・編曲 | 監督     |
| -- | ---------------------------------------------------- | ---- | ---------- | -------- |
| 1. | 「桜の木になろう＜完全版＞」                         |      |            | 是枝裕和 |
| 2. | 「偶然の十字路」                                     |      |            | 大橋洋生 |
| 3. | 「キスまで100マイル」                                |      |            | 丸山健志 |
| 4. | 「特典映像「ガチ私服ファッションショー」（Type-A）」 |      |            |          |

### Type-B
「初回限定盤」と「通常盤」の2種類が存在するが、収録トラックは同一。
| #         | タイトル                             | 作詞      | 作曲      | 編曲           | 時間  |
| --------- | ------------------------------------ | --------- | --------- | -------------- | ----- |
| 1.        | 「桜の木になろう」                   | 秋元康    | 横健介    | 野中“まさ”雄一 | 5:31  |
| 2.        | 「偶然の十字路」(アンダーガールズ)   | 秋元康    | 緒形真平  | 野中“まさ”雄一 | 3:45  |
| 3.        | 「エリアK」(DIVA)                    | 秋元康    | Gajin     | 武藤星児       | 4:05  |
| 4.        | 「桜の木になろう（off vocal ver.）」 |           |           |                | 5:30  |
| 5.        | 「偶然の十字路（off vocal ver.）」   |           |           |                | 3:45  |
| 6.        | 「エリアK（off vocal ver.）」        |           |           |                | 4:03  |
| 合計時間: | 合計時間:                            | 合計時間: | 合計時間: | 合計時間:      | 26:39 |

| #  | タイトル                                             | 作詞 | 作曲・編曲 | 監督     |
| -- | ---------------------------------------------------- | ---- | ---------- | -------- |
| 1. | 「桜の木になろう＜完全版＞」                         |      |            | 是枝裕和 |
| 2. | 「偶然の十字路」                                     |      |            | 大橋洋生 |
| 3. | 「エリアK」                                          |      |            | 中村太洸 |
| 4. | 「特典映像「ガチ私服ファッションショー」（Type-B）」 |      |            |          |

### 劇場盤
| #         | タイトル                             | 作詞      | 作曲      | 編曲           | 時間  |
| --------- | ------------------------------------ | --------- | --------- | -------------- | ----- |
| 1.        | 「桜の木になろう」                   | 秋元康    | 横健介    | 野中“まさ”雄一 | 5:31  |
| 2.        | 「偶然の十字路」(アンダーガールズ)   | 秋元康    | 緒形真平  | 野中“まさ”雄一 | 3:45  |
| 3.        | 「黄金センター」(チーム研究生)       | 秋元康    | 飯田建彦  | 野中“まさ”雄一 | 3:51  |
| 4.        | 「桜の木になろう（off vocal ver.）」 |           |           |                | 5:30  |
| 5.        | 「偶然の十字路（off vocal ver.）」   |           |           |                | 3:45  |
| 6.        | 「黄金センター（off vocal ver.）」   |           |           |                | 3:49  |
| 合計時間: | 合計時間:                            | 合計時間: | 合計時間: | 合計時間:      | 26:11 |

## 選抜メンバー
- 板野友美
- 大島優子
- 河西智美
- 柏木由紀
- 北原里英
- 小嶋陽菜
- 指原莉乃
- 篠田麻里子
- 高城亜樹
- 高橋みなみ
- 前田敦子
- 松井珠理奈 [注釈 6]
- 松井玲奈 [注釈 6]
- 峯岸みなみ
- 宮澤佐江
- 渡辺麻友

## 収録アルバム
- 1830m
- 0と1の間